# Instituto O'Higgins de Rancagua
Instituto O'Higgins de Rancagua (abreviado en el acrónimo IO o IOH), establecimiento de educación preescolar, básica y media de la ciudad de Rancagua, en Chile. Es dirigido por los Hermanos Maristas. Fundado en 1915, fue exclusivo para hombres hasta el año 2000, cuando comenzó la enseñanza mixta. Pertenece a la Federación de Instituciones de Educación Particular (FIDE). Desde 2018 es también llamado Colegio Marista de Rancagua.
Según un ranking elaborado por el diario La Tercera, el Instituto O'Higgins fue el colegio n.º 30 del país en el período 1996 - 2006, tomando en cuenta los resultados de sus alumnos en la Prueba de Aptitud Académica (PAA) y la Prueba de Selección Universitaria (PSU). En otro estudio realizado por el mismo periódico, en conjunto con académicos de la Pontificia Universidad Católica de Chile, el Instituto O'Higgins obtuvo el primer lugar nacional en infraestructura deportiva entre los mejores 100 colegios del país.

## Historia
El colegio fue fundado el 9 de febrero de 1915 por los Hermanos Andrés, Donato, Cristóbal y Salvador María, quienes llegaron a Rancagua con la intención de establecer un colegio católico en la ciudad, ya que no existía ninguno en la época. Fue nombrado en honor al "padre de la Patria" chileno, Bernardo O'Higgins.
Las clases se iniciaron el 22 de marzo del mismo año con tan sólo 42 alumnos matriculados. El 3 de abril de 1915 llegó a Rancagua el primer rector del establecimiento, el hermano Marie-Lucius, quien murió a los 5 días de arribar preso de un derrame cerebral. En 1919 ingresó el primer profesor laico al colegio, función que hasta ese momento había sido desempeñado solo por Hermanos Maristas. Los primeros alumnos egresaron de la institución en 1924.

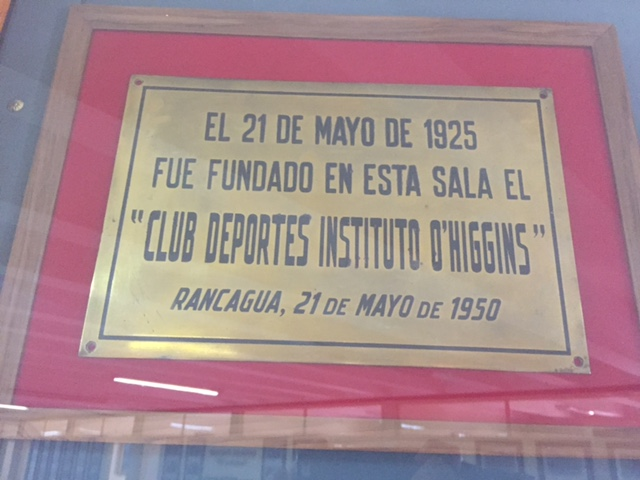
Placa conmemorativa de los 25 años de la fundación del Club de Deportes Instituto O'Higgins.

El 21 de mayo de 1925 se creó el Club de Deportes Instituto O'Higgins, que en 1954 se unió con el equipo de fútbol de la Braden Copper Company, conformando el O'Higgins Braden, club que un año más tarde conformó junto al club América de Rancagua el Club Deportivo O'Higgins. Ese mismo año se creó un internado en el Colegio para los hijos de los trabajadores de la mina El Teniente, que viven en los poblados cordilleranos de Sewell, Coya y Caletones, y se construyó la capilla del establecimiento. El Centro de Exalumnos del Instituto O'Higgins fue fundado en 1927.
En 1929 el Instituto fue declarado «cooperador de la función educacional del Estado» por Decreto Oficial de la República N.º 1444 del 30 de abril. El himno del Instituto O'Higgins fue compuesto en 1931 por Arturo Arancibia Uribe, quien fuera el mismo autor del himno institucional de Carabineros de Chile.
Paralelo al crecimiento del colegio, las instalaciones y entorno de este comenzaron a sufrir cambios. En 1940 se pavimenta la calle Ibieta, avance gestado por 3 exalumnos del Instituto O'Higgins. En 1958 el Colegio se amplía comprando terrenos al contiguo Centro Cristiano, y en 1961 se construye de la Sección de Avenida Millán (actualmente ocupada por cursos desde 3.º a 6.º años básico), con aportes del político Baltazar Castro, quien era exalumno del colegio. En 1965 el Instituto cumplió 50 años de existencia, ocasión en que se inaugura la estatua de Marcelino Champagnat.
La infraestructura crecería de sobremanera en los años siguientes. A fines de la década de 1970 se construyó el edificio que actualmente alberga a la Sección Media Inicial (Séptimo Básico a Segundo Medio). En 1986 fue el turno de la Sección Media Superior (Tercero y Cuarto Medio). Al año siguiente asumió como rector el hermano Jesús Triguero, en cuya gestión hubo avances en la infraestructura del colegio, entre ellas el torreón de calle Estado, la capilla del colegio y la biblioteca.
Durante el terremoto de 1985 la cercana Iglesia de San Francisco sufrió serias fallas estructurales, por lo que los sacerdotes franciscanos ocuparon temporalmente las instalaciones del colegio para realizar sus misas. Lo mismo ocurrió tras el terremoto del 27 de febrero de 2010.
El Instituto O'Higgins funcionó como colegio de hombres hasta 2000, año en que se abren las matrículas para mujeres desde prekinder a 2.º Básico. Año a año, los cursos mixtos fueron cubriendo los niveles superiores, hasta el año 2008, cuando egresa última generación masculina. El 2009 egresó la primera generación mixta.
En el año 2000 se construyó la nueva Sección Inicial, que abarca los cursos desde Prekinder a 2.º Básico. En 2002, el pabellón más antiguo del colegio, ubicado en la esquina de Campos con Ibieta, fue devastado por un incendio provocado por una falla eléctrica. Actualmente, en ese sector están emplazados uno de los gimnasios y el casino del establecimiento.
En 2005 el Colegio celebró 90 años de existencia con una serie de actividades, entre ellas, la celebración de los Juegos Nacionales Maristas de ese año en Rancagua. Al año siguiente el Taller Audiovisual y el Taller de Periodismo del Instituto produjeron el programa de TV Visión Marista, emitido por el canal de televisión local Sextavisión, cuyo contenido es realizado íntegramente por alumnos del colegio. En 2008 es elegida la primera mujer para el cargo de presidente del Centro de Alumnos (CAA) del colegio.

### Rectores
Los rectores del establecimiento han sido:
- Hno. María Lucio (1915)
- Hno. Donato (1915-1925)
- Hno. Vicente Muñoz (1915-1925)
- Hno. Jaime Rebolledo (1925-1930)
- Hno. Lucinio María (1925-1930)
- Hno. Artuzo Izco (1931-1933)
- Hno. Elías José (1933-1938)
- Hno. Ignacio Gabriel (1939-1944)
- Hna. Catalina Reyes (1945-1946)
- Hno. Pablo Timoteo (1947-1950)
- Hno. José Elizagaray Echarte (Hno. Belarmino) (1950-1956)
- Hno. Herminio Goñi (1956-1959)
- Hno. Carlos Hidalgo (1959-1962)
- Hno. Gaudencio Pando (1962-1964)
- Hno. Eduardo Fernández Santos (1964-1969)
- Hno. Santiago Rosa Urquiza (1969-1974)
- Hno. Juan Sabas Cebrián González (1975-1978)
- Hno. Feliciano Ortega Ortega (1979-1983)
- Hno. Juan Sabas Cebrián González (1984-1986)
- Hno. Jesús Triguero Juanes (1987-1992)
- Hno. Jesús Pérez Valdajos (1993-1996)
- Hno. Aldo Passalacqua Restini (1997-2002)
- Hno. Jesús Triguero Juanes (2003-2008)
- Hno. Aldo Passalacqua Restini (2009-2011)
- Pedro Díaz Cuevas (2012-2018)[nota 1]
- Claudio Castillo Faúndez (2019-2021) [4]
- Manuel Antonio Llanos Galaz (2022-2025) [5]

Cabe destacar que, hasta 1997, el Rector del colegio ocupaba también el cargo de Superior de la Comunidad de Hermanos residentes en el establecimiento. Ese año se dividen ambos puestos en personas distintas.

## Secciones educativas
El colegio abarca los cursos de Educación Preescolar (Playgroup, Prekinder y Kinder), Educación Básica (1.º a 8.º año básico), y Educación Media (1.º a 4.º año medio). Hay un curso de Playgroup (A), hay tres cursos en el nivel de Prekinder (A, B y C), y desde Kinder a 4.º medio hay cuatro cursos por nivel (A, B, C, y D).
Los niveles se organizan en ciclos, que intentan agrupar en tramos de edades a los alumnos, para así dar distintos enfoques a la educación según la etapa de crecimiento de los escolares. Cada ciclo tiene su propio director, inspector, psicólogo y orientador. Los ciclos del colegio son:
- Ciclo Inicial: Playgroup a 2.º básico
- Ciclo Básica: 3.º básico a 6.º básico
- Ciclo Media Inicial: 7.º básico a 2.º medio
- Ciclo Media Superior: 3.º y 4.º medio

La generación 2008 fue la última compuesta únicamente por hombres, cerrando así 84 años de promociones masculinas. En el año 2009 se completa la paridad de géneros desde prekinder hasta 4.º año medio.

## Organización interna

### Fundación Educacional
El colegio funciona mediante una fundación, la Fundación Educacional Instituto O’Higgins, que tiene personalidad jurídica de derecho canónico privado otorgada por el Obispado de Rancagua el 4 de diciembre de 2000. Dicha fundación es regida por un directorio, encabezado por un hermano marista distinto del rector.

### Consejo Directivo
El rector y los directores de las unidades educativas (ciclos) se agrupan en el Consejo Directivo (CODI) del Instituto O'Higgins, que está encargado de definir las políticas educacionales y pastorales del colegio. Dicho Consejo está compuesto por el rector, el vicerrector, los directores de las secciones educativas (Inicial, Básica, Media Inicial y Media Superior), el coordinador de la pastoral colegial, los asesores pedagógicos (uno de la básica y otro de la media), el administrador del colegio y el superior de la comunidad de hermanos.

### Centro de Estudiantes
El colegio cuenta con un Centro de estudiantes (CEE), establecido por primera vez en 1971. Todos los años en el mes de julio se realizan las elecciones (desde Séptimo Básico a Cuarto Medio) para elegir a la nueva directiva que representará a los alumnos en un período de 1 año. Durante todos sus años de existencia, el Centro de Alumnos ha sido reconocido de manera regional, por entregar instancias abiertas a la comunidad como el Festival de la Canción Marista. Actualmente, el Centro de Alumnos es dirigido por el alumno Javier Sarraldy Romero, por el período a terminar en marzo de 2025.

### Centro de Exalumnos
Formado en marzo de 1939 luego de que el entonces Hermano Ignacio Gabriel, por esos años Rector, convocara a exalumnos, con la idea de formar un centro, cuya labor inmediata era asesorar al Colegio en los festejos de las Bodas de Plata (1940). Su organización y actividad responden al íntimo anhelo de prolongar la amistad trabada en las aulas y mantener los ideales cristianos, junto a sus antiguos profesores, a través de las vicisitudes de la vida. Actualmente, este estamento es dirigido por el exalumno Sr. Víctor Vargas Inostroza.

### Centro General de Padres y Apoderados
Está también el Centro de Padres (CGPA), representante de las familias que educan a sus hijos en el colegio. Es un grupo de personas que representan a los padres y apoderados del Instituto O´Higgins de Rancagua, agrupados en el CGPA, cuyo objetivo es motivar y promover la participación de la comunidad, velando por el cumplimiento del Proyecto Educativo Marista. Este estamento ese el encargado de actividades destinadas a la familia como la Fiesta de la Chilenidad y el Día de la Familia Marista. Este estamento es actualmente dirigido por el Apoderado, Sra. María Luisa Barrena Ortigosa.

### Damas Maristas
Otra de los estamentos del colegio es el conformado por las Damas Maristas, está compuesto por madres del colegio que trabajan de forma voluntaria en los kioscos del colegio, con el objetivo de conseguir fondos para otorgar ayuda social a quienes lo necesiten de forma económica o brindándoles apoyo en cuanto a instalaciones, etc. Además, cabe destacar que es el estamento a cargo del Casino Colegial y su implementación. El Directorio del estamento es dirigido por la Sra. Carla Serrano Arredondo.
Además están el Consejo de expresidentes de Centros de Alumnos y el Centro de Ex Apoderados.

## Ubicación e infraestructura

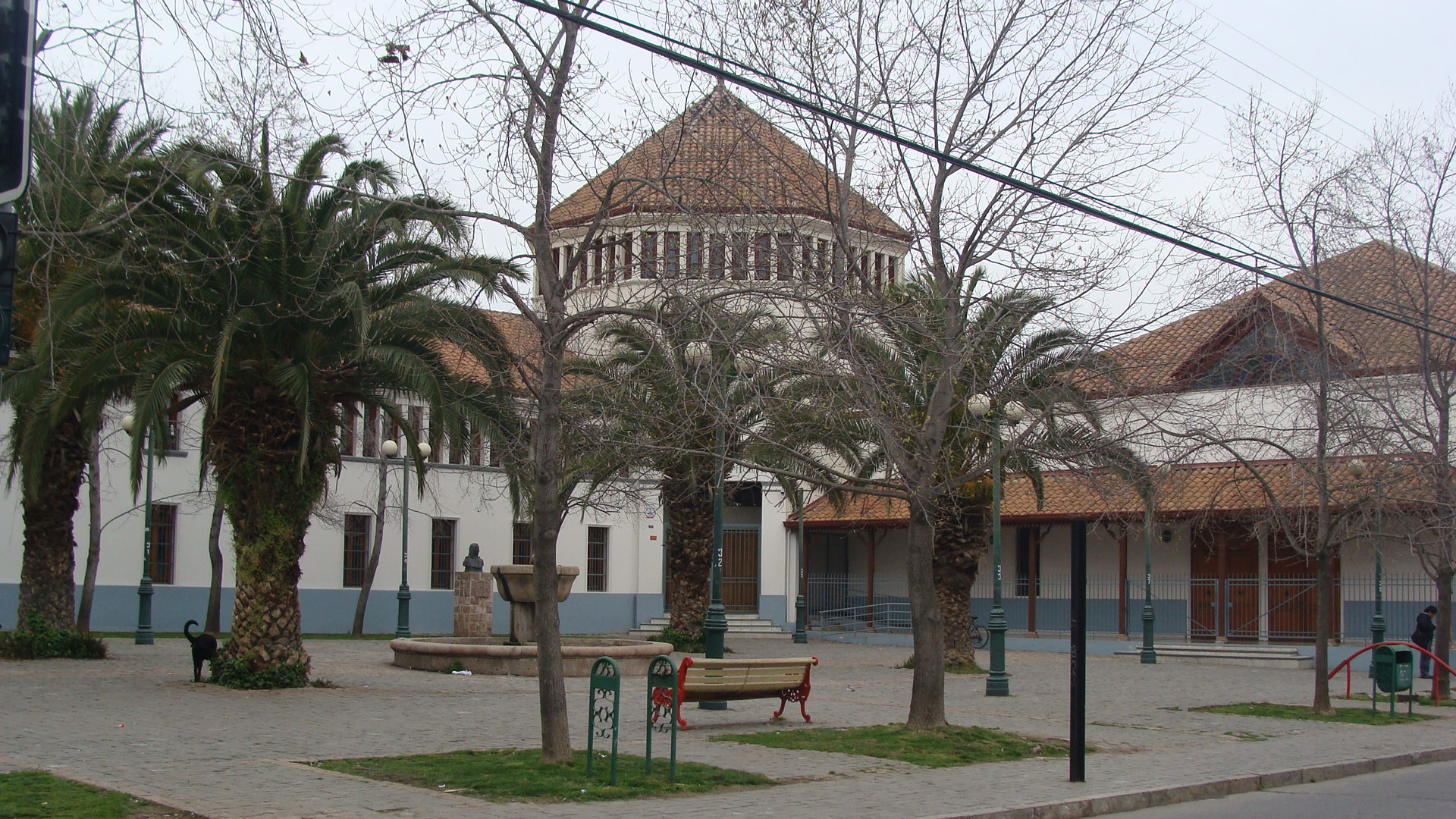
Plazuela Marcelino Champagnat, ubicada al lado del Instituto.

### Instalaciones educativas
El Instituto O'Higgins está emplazado en el centro de la ciudad de Rancagua. Los cursos desde 3.º básico hasta 4.º medio tienen clases en las dependencias localizadas entre las calles Millán, Estado, Ibieta y Campos, donde además está el área administrativa, la Capilla principal, los Gimnasios y Salones de Honor. La entrada principal es por calle Estado, en el borde de la Plazuela Marcelino Champagnat, por donde se ingresa al hall, que destaca por exhibir los trofeos que el colegio ha obtenido durante toda su historia.
Los cursos pretenecientes a la "Sección Inicial" (Prekinder a 2.º básico) están frente al edificio mayor por calle Estado. Este edificio lleva por nombre "Hermano Claudio", en honor a un Hermano Marista que tenía como cargo el Kinder en la década de 1950.

### Instalaciones deportivas/recreativas
El Instituto O'Higgins no sólo ha enfocado sus esfuerzos en el área académica, sino también en la deportiva.
Dentro del colegio mismo, existen varios gimnasios multipropósito, además de una sala de máquinas (entrenamiento con pesas), multicanchas (utilizadas en Educación Física), e instalaciones especiales para gimnasia rítmica y psicomotricidad (sección Inicial).
Además el colegio tiene un Parque en la comuna de Machalí, llamado Estadio Marista. Tiene una superficie de 185.686 m². Sus instalaciones deportivas consisten en:
- 6 canchas de fútbol.
- 1 cancha de rugby.
- 6 canchas de tenis.
- Pista de atletismo.

Además de sus áreas para la práctica de deportes, el Estadio Marista cuenta con una casa para jornadas de formación de los alumnos, además de camarines y baños, zonas de pícnic, quinchos para asados, juegos infantiles, estacionamientos, una enfermería y un anfiteatro en el cual hay réplicas de moáis.

## Actividades extracurriculares

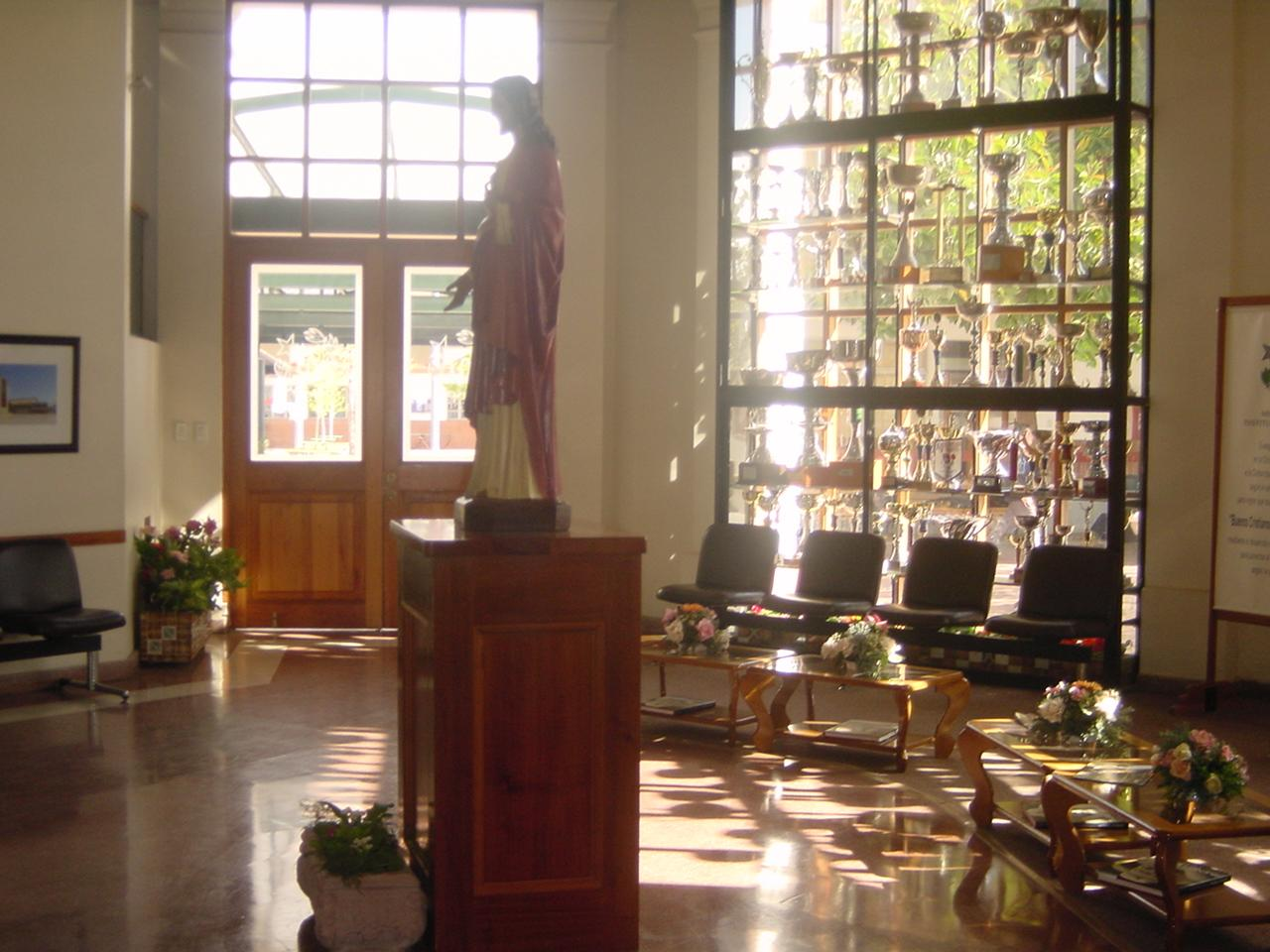
Hall de entrada al colegio.

En el Instituto O'Higgins hay varias actividades que se desligan de las asignaturas académicas. Las hay de tipo Artístico, Deportivo y Pastoral, existiendo algunas con calificaciones y otras libres.

### Arte/Cultura
Durante la segunda administración del Hno. Jesús Triguero, el currículo de artes consistía en la obligatoriedad de artes musicales en 3.º y 4.º básico, y en 5.º y 6.º los alumnos debían seleccionar 6 de estos talleres (3 por año), de acuerdo al gusto personal de cada uno:
- Comunicación audiovisual
- Diseño asistido por computador
- Dibujo y pintura
- Flauta traversa
- Guitarra clásica
- Música
- Piano
- Teatro
- Violín

En 7.º básico, el alumno debía elegir uno de los citados talleres, que lo acompañaría hasta 4.º medio. Podía cambiarse de taller, pero eso dependía de los cupos del taller deseado.
Con la llegada del Hno. Aldo Passalacqua en 2009, el panorama cambió de forma radical al año siguiente, haciendo obligatorias artes musicales y visuales desde Pre-Kinder hasta a 4.º básico, volviendo artes plásticas en 7.º básico, 1.º, 3.º y 4.º medio y música en 8.º básico y 2.º medio. Se repite la estrategia de los talleres en 5.º y 6.º, pero a partir de 7.º, se vuelven extracurriculares.
Existen otros talleres, como por ejemplo:
- Taller de folclore
- Grupos Avanzados
  - Avanzado de Historia (1.º a 4.º medio), editores de la revista Lapsus.
  - Avanzado de Matemática (1.º a 4.º medio)
- Taller de Periodismo
- Grupo teatral ACTEO (Academia de Teatro O'Higgins)
- Orquesta sinfónica
- Coro
- Computación (1.º y 2.º básico)
- Ajedrez

### Pastoral
- Catequesis de Primera comunión
- Catequesis de Confirmación
- Grupo de Amistad Marista (GAMA)
- MARCHA
- Grupo Scout Champagnat

### Deporte
Los alumnos que conforman las selecciones deportivas que representan al colegio en los distintos campeonatos, son evaluados según su participación en dichos deportes en el ítem de Educación Física. Existen selecciones de Fútbol, Vóleibol, Básquetbol, Atletismo, Gimnasia rítmica, entre otras.
A partir de 2010, Educación Física es obligatoria hasta 1.º medio. Desde 3.º medio en adelante, el alumno debe decidir entre seguir en educación física o entrar una de las academias deportivas ya citadas.

## Tradiciones

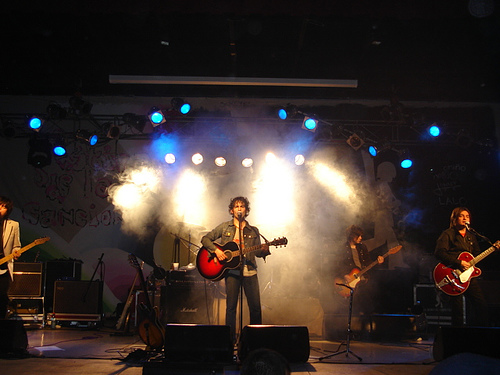
Los Bunkers en el festival de 2006.

### Festival de la Canción Marista
Anualmente se realiza en el Instituto O'Higgins el «Festival de la Canción Marista», organizado por el Centro de Alumnos del Instituto O'Higgins. Este evento es una importante vitrina para distintas bandas de rock de la ciudad, en especial para las conformadas por alumnos o exalumnos del colegio, que compiten por la mejor canción original ante un jurado.
En cada versión del festival hay uno, dos o más artistas o grupos consagrados que son invitados al festival como número principal. Por el escenario del evento han pasado numerosos grupos chilenos de rock y rock alternativo, como Sexual Democracia (1991), Los Tres (1993), Lucybell (1996), Chancho en Piedra (1997), Los Bunkers (2006) y Sinergia (2003, 2007 y 2016); pop y pop rock como La Ley (1992), Supernova (2000), Canal Magdalena (2002) y De Saloon (2005 y 2008); hip hop, como Los Tetas (1998) y Tiro de Gracia (1999); cumbia, como La Sonora de Tommy Rey (2004) y Villa Cariño (2015); e incluso baladistas como Álvaro Scaramelli (1994) y Pablo Herrera (1995).

### Anuario Alborada
Alborada es el anuario del Instituto, el cual se publica desde 1989. Entre ese año y 1999, se publicó de forma anual, mientras que entre los años 2000 y 2002, en forma trimestral. El año 2003, volvió a lanzarse anualmente, adoptando ese mismo año su tradicional color verde. En Alborada se acostumbran a publicar fotos de los cursos, mensajes del personal directivo y los acontecimientos que han marcado el año, entre otros temas.

### Apodo
El Instituto O'Higgins y sus alumnos son reconocidos popularmente en la ciudad de Rancagua y sus alrededores como "los Mochos". Cuenta la historia que este apodo deriva de la palabra mocho, que significa algo truncado, y se le aplicaba a los Hermanos Maristas, quienes eran religiosos que supuestamente querían ser sacerdotes pero que ese deseo había quedado truncado o mocho. Con el tiempo el término derivó a los alumnos del Instituto O'Higgins, y ya no representa una falta de respeto como en sus orígenes.

## Himno
- Letra y Música: Arturo Arancibia Uribe

Dios y patria es el canto de gloria
del alumno que empieza a estudiar:
Dios y Patria le dice la historia,
Dios y Patria es un lema inmortal.
Compañeros de estudio, la escuela
ya nos llama con voces de amor.
Ella es madre prudente que anhela
formar hombres de Ciencia y de Honor.
Del Colegio es O'Higgins el nombre,
Instituto de humano saber,
donde el niño transformase en hombre,
siempre pronto a cumplir su deber.
Los Hermanos Maristas, nuestros,
que han dejado su Patria y su hogar
han venido a cumplir el precepto
del que sabe, al que ignora, enseñar,
señalando el virtuoso camino
del deber, la virtud y el honor
nos instruyen con tanto cariño,
que nos llenan de fe el corazón.
Si al principio de nuestro camino,
con su amor Dios nos brinda el saber:
recibamos el vaya divino,
que el alma mitiga la sed.
Él nos dice que en nuestra conciencia
encendida guardamos la fe:
que en la escuela, taller de la ciencia,
se modelan los hombres de bien.